# Affermazione del conseguente
L'affermazione del conseguente è una fallacia argomentativa di tipo formale, in cui dall'affermazione di un effetto si evince l'esistenza di una causa.
Esempio:
"Se piove, allora la strada è bagnata. La strada è bagnata. Dunque piove."
Lo schema logico di questo argomento è il seguente:
A {\displaystyle \rightarrow } B
B
{\displaystyle \vdash } A
Il passaggio non è garantito dalle leggi logiche per cui un'implicazione è equivalente alla propria contronominale ma non alla propria inversa: difatti, la strada potrebbe essere bagnata perché qualcuno ci ha gettato una secchiata d'acqua.